# Kočenga
La Kočenga (in russo  Коченга?) è un fiume della Russia asiatica, nella Siberia meridionale, che appartiene al bacino dell'Angara-Bajkal e quindi dello Enisej. Il fiume scorre nel Ust'-Udinskij rajon dell'Oblast' di Irkutsk.

## Geografia
La Kočenga è il maggior affluente (da destra) del fiume Ilim (affluente di destra dell'Angara). Ha origine dalle pendici della catena montuosa Ilimskij (Илимский хребет), nella parte sud-orientale dell'altopiano siberiano centrale. La lunghezza del fiume è di 121 km, l'area del bacino è di 3830 km². Sfocia nell'Ilim a un'altitudine di 317 m sul livello del mare.